# Liste des châteaux des Pyrénées-Orientales
Cet article recense de manière non exhaustive les châteaux (de défense ou d'agrément), maisons fortes, mottes castrales, situés dans le département français du Pyrénées-Orientales. Il est fait état des inscriptions et classements au titre des monuments historiques.

## Liste
| Icône            | Signification    | Abréviations             | Abréviations                  | Abréviations             | Abréviations           |
| ---------------- | ---------------- | ------------------------ | ----------------------------- | ------------------------ | ---------------------- |
| Château fort     | Château fort     | = Bastide                | = Ferme fortifiée             | = Maison forte           | = (Néo-)Palladianisme  |
| Renaissance      | Renaissance      | = Château gascon         | = Folie (montpelliéraine)     | = Manoir, Gentilhommière | = Résidence épiscopale |
| Domaine viticole | Domaine viticole | = Classicisme, classique | = Forteresse, fort(ification) | = Maison (noble)         | = Style Beaux-Arts     |
| Palais           | Palais           | = Commanderie            | = Gothique (flamboyant)       | = Néo-baroque            | = Style Second Empire  |
| Ruine ou disparu | Ruine, disparu   | = Château pinardier      | = Hôtel particulier           | = Néo-classique          | = Style italianisant   |
|                  |                  | = Demeure seigneuriale   | ... = Style Louis XII...XVI   | = Néo-gothique           | = Style troubadour     |
|                  |                  | = Éclectisme             | = Logis (seigneurial)         | = Néo-Renaissance        | = Villa (de Nice)      |
| Baroque, rococo  | Baroque, rococo  | = Édifice religieux      | = Motte castrale/féodale      | = Pavillon de chasse     | = Styles du XXe siècle |

| Type                                       | Château                               | Commune                  | Protection                                                     | Notes | Coordonnées                 | Illustration |
| ------------------------------------------ | ------------------------------------- | ------------------------ | -------------------------------------------------------------- | --- | --------------------------- | ------------ |
| Château fort · Ruine ou disparu            | Château d'Arsa                        | Sournia                  | « Photo », notice no APHY70_21                                 | Mentionné pour la première fois en 1142, le château est livré aux pillards dès 1374 et actuellement ruiné.                                                                       | 42° 42′ 59″ N, 2° 23′ 53″ E |              |
| Styles xxe siècle                          | Château d'Aubiry                      | Céret                    | Inscrit MH (2006) · Notice no PA00104182                       | C'est l'un des trois châteaux construit par Pierre Bardou-Job pour ses enfants à la fin du XIXe siècle.                                                                          | 42° 30′ 46″ N, 2° 45′ 58″ E |              |
| Maison forte                               | Château de Bélesta                    | Bélesta                  | « Photo », notice no AP066_20096600250                         | Restauré dans les années 1980, il abrite depuis un musée de la préhistoire. | 42° 43′ 04″ N, 2° 36′ 24″ E |              |
| Forteresse, fort(ification)                | Fort de Bellegarde                    | Le Perthus               | Classé MH (1967) · Notice no PA00104090                        | Fortification conçue par Vauban pour verrouiller le col du Perthus à la frontière espagnole.                                                                                     | 42° 27′ 31″ N, 2° 51′ 33″ E |              |
| Château fort · Ruine ou disparu            | Château de Belpuig                    | Prunet-et-Belpuig        |                                                                | Datant du XIIIe siècle, le château assure la protection de la route entre les vallées de la Têt et du Tech. En ruines                                                            | 42° 33′ 44″ N, 2° 37′ 17″ E |              |
| Château fort · Ruine ou disparu            | Château de Canet                      | Canet-en-Roussillon      | Inscrit MH (1984) · Notice no PA00103978                       | Siège de la vicomté éponyme, le château du XIe siècle a été maintes fois remanié ; il est restauré depuis les années 1960.                                                       | 42° 42′ 25″ N, 3° 00′ 31″ E |              |
| Château fort                               | Château de Castelnou                  | Castelnou                | « Photo », notice no AP066_20096600399                         | Résidence de la puissante famille de Castelnou, le château est dans un état de conservation remarquable ; il se visite.                                                          | 42° 37′ 08″ N, 2° 42′ 10″ E |              |
| Château fort · Forteresse, fort(ification) | Le Castillet                          | Perpignan                | Classé MH (1889) · Notice no PA00104066 · Notice no IA66000015 | XIVe et XVe siècles, XVIe siècle, musée des arts et traditions populaires catalans                                                                                               | 42° 42′ 02″ N, 2° 53′ 39″ E |              |
| Château fort · Forteresse, fort(ification) | Château royal de Collioure            | Collioure                | Classé MH (1922) · Notice no PA00103998                        | Cette résidence royale devenue forteresse puis prison se visite. | 42° 31′ 32″ N, 3° 05′ 06″ E |              |
| Château fort                               | Château de Corbère                    | Corbère                  | Inscrit MH (1974) · Notice no PA00104004                       | Datant du XIIe siècle, le château est une résidence privée et ne se visite pas.                                                                                                  | 42° 39′ 01″ N, 2° 39′ 28″ E |              |
| Styles xxe siècle                          | Château Ducup de Saint-Paul           | Perpignan                | « Photo », notice no MHR91_20096630765                         | C'est l'un des trois châteaux construit par Pierre Bardou-Job pour ses enfants à la fin du XIXe siècle ; il est la propriété de l'Église.                                        | 42° 41′ 14″ N, 2° 50′ 21″ E |              |
| Néo-gothique · Domaine viticole            | Château de l'Esparrou                 | Canet-en-Roussillon      | Inscrit MH (2011) · Notice no PA66000032                       | Se sachant mourant, Joseph Sauvy le fait construire par l'architecte Viggo Dorph-Petersen pour « imprimer sa marque ».                                                           | 42° 41′ 20″ N, 3° 01′ 34″ E |              |
| Château fort · Ruine ou disparu            | Château d'Évol                        | Olette                   | Inscrit MH (1982) · Notice no PA00104058                       | Construit en 1260 par Guillaume de So, il n'en reste aujourd'hui qu'une tour en bon état et des murs en ruines.                                                                  | 42° 34′ 25″ N, 2° 15′ 14″ E |              |
| Château fort · Ruine ou disparu            | Château de Fenouillet                 | Fenouillet               | Inscrit MH (2015) · Notice no PA66000049                       | Siège de la vicomté éponyme, le château du XIe siècle est actuellement en ruines et fait l'objet de fouilles depuis 2000.                                                        | 42° 47′ 35″ N, 2° 22′ 50″ E |              |
| Forteresse, fort(ification)                | Fort Lagarde                          | Prats-de-Mollo-la-Preste | Classé MH (1925) · Notice no PA00104101                        | Cette citadelle du XVIIe siècle surveillait le col d'Ares, passage naturel vers l'Espagne.                                                                                       | 42° 24′ 26″ N, 2° 28′ 53″ E |              |
| Forteresse, fort(ification)                | Fort Libéria                          | Villefranche-de-Conflent | Classé MH (2009) · Notice no PA00104149                        | Célèbre pour avoir servi de prison aux empoisonneuses de Louis XIV, le fort, construit par Vauban est relié à la cité de Villefranche par un escalier souterrain de 734 marches. | 42° 35′ 24″ N, 2° 21′ 52″ E |              |
| Château fort                               | Château de Mosset                     | Mosset                   |                                                                | Il ne reste plus que des brides de l'ancien château du XIe siècle, aujourd'hui divisé entre plusieurs propriétaires.                                                             |                             |              |
| Château fort · Édifice religieux           | Église fortifiée Notre-Dame-des-Anges | Collioure                | Classé MH (1923) · Notice no PA00104000                        | Moyen Âge, construit 1687-1693 par Vauban dans le cadre des fortifications du port                                                                                               | 42° 31′ 40″ N, 3° 05′ 11″ E |              |
| Renaissance                                | Château de Nyer                       | Nyer                     |                                                                | Longtemps possession de la famille de Banyuls, il est un des rares châteaux de style Renaissance dans les Pyrénées-Orientales.                                                   |                             |              |
| Château fort                               | Château de Paracolls                  | Molitg-les-Bains         |                                                                | Cité dès 948, il faisait partie du réseau de tours à signaux qui remontait vers le col de Jau.                                                                                   |                             |              |
| Château fort                               | Château de Pujols                     | Argelès-sur-Mer          |                                                                | Il ne reste plus que le donjon, une grande tour carrée de ce château du XIe siècle.                                                                                              |                             |              |
| Style troubadour                           | Château de Riell                      | Molitg-les-Bains         |                                                                | Construit en 1895 par la famille de Massia, il a été transformé en hôtel de luxe.                                                                                                |                             |              |
| Château fort · Ruine ou disparu            | Château de la Roca d'Anyer            | Nyer                     | Inscrit MH (1965) · Notice no PA00104053                       | Construit entre le Xe siècle et le XIe siècle, puis remanié aux XVe et XVIe siècles, il est finalement abandonné pour le château de Nyer.                                        | 42° 31′ 36″ N, 2° 16′ 51″ E |              |
| Château fort · Palais                      | Palais des rois de Majorque           | Perpignan                | Classé MH (1913) · Inscrit MH (1935) · Notice no PA00104069    | Résidence des rois de Majorque à partir de 1309, avant de devenir le siège d'une garnison, le palais est aujourd'hui un haut lieu de la culture locale.                          | 42° 41′ 38″ N, 2° 53′ 44″ E |              |
| Château fort · Ruine ou disparu            | Château de Sabarda                    | Caudiès-de-Fenouillèdes  | Inscrit MH (2015) · Notice no PA66000048                       | Construit par les vicomtes de Fenouillèdes au début du XIe siècle, il ne reste plus qu'une tour abandonnée.                                                                      | 42° 47′ 26″ N, 2° 22′ 49″ E |              |
| Forteresse, fort(ification)                | Fort Saint-Elme                       | Collioure                | Inscrit MH (1927) · Notice no PA00104003                       | Fort militaire devenu depuis musée. | 42° 31′ 07″ N, 3° 05′ 38″ E |              |
| Forteresse, fort(ification)                | Forteresse de Salses                  | Salses-le-Château        | Classé MH (1886) · Notice no PA00104129                        | Construit entre 1497 et 1502 par les rois catholiques, elle était à l'époque une importante place forte par-delà les Pyrénées.                                                   | 42° 50′ 23″ N, 2° 55′ 06″ E |              |
| Ruine ou disparu                           | Château de Salveterra                 | Opoul-Périllos           |                                                                | Le château est actuellement à l'état de ruine. |                             |              |
| Domaine viticole                           | Château de Saü                        | Thuir                    |                                                                | Construit par l'architecte Viggo Dorph-Petersen, c'est une des premières folies du Roussillon.                                                                                   |                             |              |
| Domaine viticole · Style italianisant      | Château Las Collas                    | Thuir                    |                                                                | Le domaine d’une superficie de 60 ha a été créé au XVIIe siècle sur l'emplacement d'anciennes forêts. Propriété de la famille Bailbé.                                            |                             |              |
| Ruine ou disparu                           | Château de Tautavel                   | Tautavel                 |                                                                | Le château est actuellement à l'état de ruine, ne restent qu'une tour et une partie du mur d'enceinte.                                                                           |                             |              |
| Ruine ou disparu                           | Château d'Ultrère                     | Argelès-sur-Mer          |                                                                | Aujourd'hui en ruines, il est historiquement lié aux seigneurs de Sorède. |                             |              |
| Domaine viticole                           | Château de Valmy                      | Argelès-sur-Mer          |                                                                | C'est l'un des trois châteaux construit par Pierre Bardou-Job pour ses enfants à la fin du XIXe siècle.                                                                          |                             |              |
| Château fort                               | Château du Vivier                     | Le Vivier                |                                                                | Très dégradé, il a fait l'objet de campagnes de restauration ces dernières années.                                                                                               |                             |              |